# Thomas Humphreys
Thomas Frederick Humphreys (Wingrave, 8 settembre 1890 – Aston Abbotts, 9 aprile 1967) è stato un mezzofondista britannico.

## Palmarès
- Giochi olimpici

Stoccolma 1912: bronzo nella corsa campestre a squadre.